# Єдиний син (фільм, 1936)
Єдиний син (яп. 一人息子, Hitori musuko) — японський фільм 1936 року режисера Одзу Ясудзіро, головні ролі в якому виконали Іїда Теко та Шін'іті Хіморі. Фільм став першим звуковим повнометражним фільмом Озу.

## Сюжет
Дія фільму починається у провінційному містечку Шінсю в 1923 році. Вдова Цуне Нономія (Іїда Теко) тяжко працює на заводі із виробництва шовку, щоб забезпечити свого єдиного сина Рьосуке (Сін'їті Хіморі). Коли Окубо (Тісю Рю) вчитель Рьосуке переконує її дозволити синові продовжити навчання після закінчення початкової школи, вона вирішує підтримати сина у вступі до коледжу, попри свою бідність. Її син мріє стати великою людиною.
Тринадцять років потому, у 1936 році, Цуне відвідує свого сина Рьосуке у Токіо. Вона дізнається, що її син, тепер учитель вечірньої школи, одружився і має сина. Її невістка Сугіко мила і послужлива, але робота Рьосуке не приносить багато доходу. Рьосуке та Цуне відвідують Окубо, який зараз є батьком чотирьох дітей і керує рестораном тонкацу.
Подружжя забезпечує відпочинок матері, але їхні гроші закінчуються. Одного разу під час поїздки до промислового району Рьосуке зізнається матері, що краще б він ніколи не приїжджав до Токіо, бо у великому місті важко досягти успіху, і що він розчаровує свою матір. Цуне докоряє синові за те, що він здався, кажучи, що вона відмовилася від усього, щоб побачити його успіх.
Сугіко продає своє кімоно і збирає достатньо грошей, щоб уся сім'я могла піти відпочити і розважитися. Однак Томібо (Томіо Аокі), син сусідки, отримує травму від коня, і Рьосуке везе його до лікарні. Там він віддає їхні гроші матері Томібо, щоб оплатити лікарняний рахунок. Пізніше Цуне хвалить Рьосуке за його самовідданий вчинок.
Цуне врешті-решт повертається до Шінсю, але не раніше, ніж дасть подружжю трохи грошей на онука. Рьосуке обіцяє дружині, що отримає диплом вчителя. Цуне повернувшись до Шінсю, розповідає подрузі на заводі, що її син став «великою людиною». Але коли після роботи вона усамітнюється в глибині заводу, на її обличчі з'являється вираз глибокої скорботи і болю.

## У ролях
- Іїда Теко — Цуне Нономія
- Сін'їті Хіморі — її син Рьосуке
- Масао Хаяма — молодий Рьосуке
- Йосіко Цубоуті — Сугіко
- Тісю Рю — Окубо-сенсей, вчитель Рьосуке
- Томоко Наніва — дружина Окубо
- Бакудан Козо (Джун Йокояма) — їхній син
- Міцуко Йосікава — Отака, сусідка Рьосуке
- Токкан Козо (Томіо Аокі) — її син Томібо
- Ейко Такамацу — Осіге

## Відгуки критики
Роджер Еберт включив «Єдиного сина» до розділу «Найкращі фільми», написавши про режисуру: «Я справді відчуваю, ніби Озу дивиться свої фільми разом зі мною. Він не видає їх на екран, щоб я подивився сам. Разом ми дивимося на людей, які намагаються догодити, часто зазнають невдачі, а іноді спокутують свою провину». Річард Броуді з The New Yorker стверджував: «Озу спостерігає з власною придушеною люттю, як сучасність викорчовує як найкращі, так і найгірші аспекти традицій».

## Домашні медіа
У 2010 році BFI випустило DVD (Region 2) з цим фільмом як бонус до свого двоформатного видання (Blu-ray + DVD) «Пізньої весни».
13 липня 2010 року компанією The Criterion Collection було випущено DVD-диск (Region 1) з фільмом «Єдиний син» та іншим фільмом Озу «Був собі батько» (1942). До релізу увійшли відеоінтерв'ю з кінознавцями Тадао Сато, Девідом Бордвеллом та Крістін Томпсон. До видання також увійшов буклет з есе «The Only Son: Japan, 1936» Тоні Рейнса.